# Достик (Байтерецький район)
Дости́к (каз. Достық) — село у складі Байтерецького району Західноказахстанської області Казахстану. Адміністративний центр Достицького сільського округу.
У радянські часи село називалось Фурманово і мало статус смт.
Населення — 4471 особа (2021; 3588 у 2009, 2926 у 1999, 3403 у 1989).